# Jack Davenport
Jack Arthur Davenport, född 1 mars 1973 i Wimbledon i London, är en brittisk skådespelare. Han är bland annat känd för att ha spelat rollerna som Miles i Livet kan börja, Steve Taylor i Coupling och James Norrington i Pirates of the Caribbean-filmerna.
Han föddes i Wimbledon i London, men växte under sina första sju år upp på Ibiza i Spanien.

## Filmografi
- 1997 – Otäcka odjur
- 1997 – Nattfjärilen
- 1998 – Talos - mumiens förbannelse
- 1998 – Blodstårar
- 1999 – The Talented Mr. Ripley
- 2000 – Kalla kårar
- 2000 – Offending Angels
- 2001 – The Bunker
- 2001 – Gypsy Woman
- 2001 – Subterrain
- 2002 – Not Afraid, Not Afraid
- 2003 – Pirates of the Caribbean: Svarta Pärlans förbannelse
- 2003 – The Welsh Great Escape (röst)
- 2003 – Eroica
- 2004 – The Libertine
- 2005 – Wedding Date
- 2006 – Pirates of the Caribbean: Död mans kista
- 2006 – This Life + 10
- 2007 – Pirates of the Caribbean: Vid världens ände
- 2009 – The Boat That Rocked
- 2009 – That Deadwood Feeling
- 2011 – The Key Man
- 2012 – Mother's Milk
- 2014 – Kingsman: The Secret Service
- 2016 – Americana
- 2016 – A United Kingdom
- 2016 – The Tank
- 2017 – Wilde Wedding
- 2025 – Torpeden (TV-serie)

## TV-serier
- 1996–1997 – Livet kan börja (TV-serie)
- 1998 – Ultraviolet (TV-serie)
- 2000–2004 – Coupling (TV-serie)
- 2002 – Dickens (TV-serie)
- 2005 – Mary Bryant (TV-serie)
- 2008 – Swingtown (TV-serie)
- 2009–2010 – FlashForward (TV-serie)
- 2012–2013 – Smash (TV-serie)
- 2013 – Breathless (TV-serie)
- 2014 – The Good Wife (TV-serie)
- 2018 – Familjeband (TV-serie)
- 2019 – The Morning Show (TV-serie)
- 2019 – Why Women Kill (TV-serie)
- 2022 – Ten Percent (TV-serie)